# Jarasporn Bundasak
Jarasporn Bundasak (taj.: จรัสพร บรรดาศักดิ์; ur. 1 marca 1993 r. w Bangkoku w Tajlandii). Siatkarka gra na pozycji środkowej. 
Obecnie występuje w drużynie Nakhonratchasama.